# Баранов, Роман Владимирович (футболист)
Рома́н Влади́мирович Бара́нов (22 июля 1976, Нижний Тагил) — российский футболист, выступавший на позиции нападающего. В высшей лиге России сыграл 12 матчей.

## Биография
Воспитанник тюменского футбола, тренировался у Виктора Иванова. Большую часть игровой карьеры провёл в различных клубах Тюмени. За главную команду города — ФК «Тюмень» — выступал в 1998—1999, 2001 и 2005 годах, в том числе в 1998 году сыграл 12 матчей в высшей лиге России. Дебютный матч в высшей лиге провёл 8 августа 1998 года против «Уралана», выйдя на замену вместо Евгения Скачкова на 75-й минуте.
Также играл за тобольский «Иртыш» (1997) и калининградскую «Балтику» (2000).
С 2011 года стал работать в центре подготовке молодых футболистов Тюмени, тренировать команду 2000 года рождения. В марте 2015 года с командой стал победителем международного турнира в Омске. Также возглавлял юношескую сборную Тюменской области 2000 года рождения.
Окончил Тюменский государственный архитектурно-строительный университет (1998) и Институт физической культуры при Тюменском государственном университете (2012).